# Schlager
Pour l’article homonyme, voir Werner Schlager.
Sous-genres
Dansband
Le schlager est un genre de musique populaire ayant émergé au début du XXe siècle.

## Terminologie
Schlager est un mot emprunté à l'allemand (de schlagen, « frapper »). Il est également passé dans d'autres langues (comme le bulgare, le danois, le norvégien, le suédois, le néerlandais, le tchèque, le croate, le finnois, le hongrois, le lituanien, le letton, l'estonien, le serbe, le turc, le russe, l'hébreu et le roumain, par exemple), où il a gardé son sens de « tube ».

## Histoire
Les racines du schlager allemand sont anciennes. À l'origine, le mot signifiait un coup ou une grève. La première utilisation du mot appliqué à la musique, dans son sens premier, se trouve dans une critique de première dans le journal Wiener Fremden-Blatt, le 17 février 1867, à propos du Danube bleu de Johann Strauss II.
L'opérette, très populaire au début du XXe siècle, pourrait être l'ancêtre du schlager dans son acception actuelle. Dans les années 1920 et 1930, les Comedian Harmonists et Rudi Schuricke jettent les bases de cette nouvelle musique. Parmi les chanteurs de schlager bien connus des années 1950 et du début des années 1960, citons Lale Andersen, Freddy Quinn, Ivo Robić, Gerhard Wendland, Caterina Valente, Margot Eskens et Conny Froboess. Le schlager atteint un pic de popularité en Allemagne et en Autriche dans les années 1960 (avec Peter Alexander et Roy Black) et au début des années 1970. Du milieu des années 1990 au début des années 2000, le schlager connaît également un grand renouveau en Allemagne avec, par exemple, Guildo Horn, Dieter Thomas Kuhn, Michelle et Petra Perle. Les clubs de danse jouaient plusieurs titres de schlager au cours d'une soirée, et de nombreux nouveaux groupes se sont formés, spécialisés dans les reprises de schlager des années 1970 et dans les nouveaux titres.
Le schlager se joue en Europe centrale et du Nord, particulièrement en Allemagne, Suisse, Autriche, Liechtenstein, Luxembourg, Province autonome de Bolzano (Tyrol du Sud), Scandinavie, Lettonie et Lituanie et dans certaines parties de la Belgique, des Pays-Bas et de la France (en Alsace et en Moselle germanophone principalement). Le schlager se classe en France dans la musique de variétés.
Souvent moqué[Par qui ?], le schlager passe de mode après les années 1970, mais connaît un regain de popularité depuis la fin des années 1990, surtout en Allemagne. Même certains clubs réputés n'hésitent plus à passer des remix de tubes de schlager des années 1970 dans leurs soirées. À Hambourg, lors du Schlager Move, des fans de schlager défilent tous les ans dans la rue par dizaines de milliers dans des tenues kitsch des années 1970.
ZDF-Hitparade, présenté successivement par Dieter Thomas Heck, Viktor Worms (de) et Uwe Hübner (de), est une des anciennes émissions de schlager les plus importantes en Allemagne, aux côtés de l'autre programme de musique, Disco. Dans le Nord et le nord-est de la France, le schlager se joue dans les bals populaires et les thés dansants. De nombreux artistes de schlager français font carrière entre la France et l'Allemagne.
Dans les années 2010, à Hambourg, des centaines de milliers de fans de schlager se rassemblent encore chaque année, portant des vêtements des années 1970, pour des parades de rue appelées Schlager Move. L'appellation Schlager Move est également utilisée pour un certain nombre de petites soirées musicales de schlager dans plusieurs grandes villes allemandes tout au long de l'année (ce renouveau est parfois associé au kitsch et au camp). Entre-temps, les radios privées ramènent le schlager à la radio. Schlager Radio est une station qui diffuse son programme par voie terrestre en Allemagne via des tours de transmission, à la fois en FM et en DAB+.

## Caractéristiques
Musicalement diversifié, le schlager se caractérise par des airs faciles à retenir, très rythmés et harmonieux, aux paroles simples, dans un registre humoristique ou sentimental. Globalement, le refrain se particularise par son côté appuyé et répétitif, tel une rengaine.
De nombreux schlagers sont originaires des États-Unis, du Royaume-Uni et d'autres pays européens, notamment des Pays-Bas. Dans certains cas, la version allemande est plus populaire que l'original. Beaucoup de schlagers néerlandais sont des schlagers allemands ayant été exportés avec des paroles en langue néerlandaise.
Les années 1980 marquent le pas dans l'usage des synthétiseurs et instruments électroniques dans la production. Depuis les années 1990, le style se voit graduellement davantage influencé par la dance avec un catalogue de titres venant se regrouper dans un sous-genre, le discofox.